# Kvakovce
Kvakovce (ungarisch Nagykőpatak – bis 1907 Kvakóc) ist eine Gemeinde im Osten der Slowakei mit 456 Einwohnern (Stand 31. Dezember 2024), die im Okres Vranov nad Topľou, einem Teil des Prešovský kraj, liegt.

## Geographie

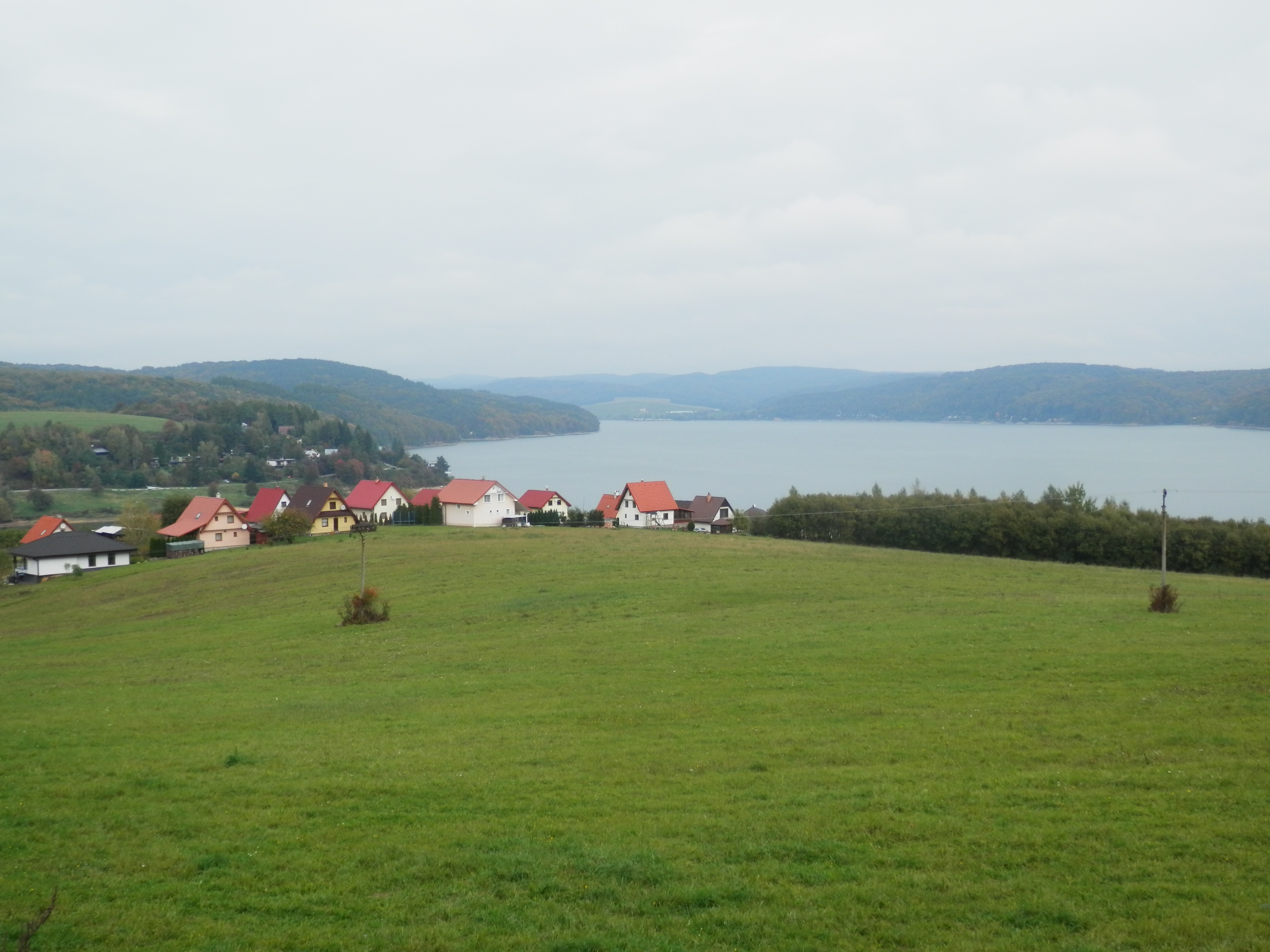
Blick auf das Erholungsgebiet Dobrá am Stausee Veľká Domaša

Die Gemeinde befindet sich im Südteil der Niederen Beskiden im Bergland Ondavská vrchovina, an einem Zufluss des Baches Kvakovský potok im Einzugsgebiet der Ondava. Das Gemeindegebiet umfasst aber auch große Teile des Stausees Veľká Domaša im Verlauf der Ondava und deren orographisch rechten Ufer. Das Ortszentrum liegt auf einer Höhe von 230 m n.m. und ist 20 Kilometer von Vranov nad Topľou entfernt.
Zur Gemeinde gehören seit 1966 auch Gemeindegebiete der ehemaligen Orte Dobrá nad Ondavou (bis 1927 slowakisch „Veľká Dobrá“ oder „Dobriany“; ungarisch Nagydobra) und Trepec (ungarisch Kisterebes – bis 1907 Trepec), die beim Bau der Stausees Veľká Domaša aufgegeben wurden. Heute ist Dobrá ein Erholungsgebiet am Ufer des Stausees.
Nachbargemeinden sind Bžany und Nová Kelča im Norden, Holčíkovce im Nordosten, Malá Domaša im Osten, Slovenská Kajňa im Südosten und Süden, Merník im Südwesten, Michalok im Westen und Detrík im Nordwesten.

## Geschichte
Kvakovce wurde zum ersten Mal 1345 als Kwak schriftlich erwähnt, weitere historische Bezeichnungen sind unter anderen Vykanyo teuthonicalis (1363), Wykanow (1372), Nemethkanyo (1474) und Kwakowce (1773). Ab 1410 bis zum 17. Jahrhundert lag das Dorf in der Herrschaft der Burg Čičava, im späten 17. Jahrhundert in der Herrschaft von Stropkov. Im 18. und 19. Jahrhundert war Kvakovce Besitz der Familien Vécsey und Dessewffy. Von 1900 bis 1910 wanderten viele Einwohner aus.
1557 wurden 10 Porta verzeichnet, 1715 gab es eine Mühle, 12 verlassene und sieben bewohnte Haushalte. 1787 hatte die Ortschaft 55 Häuser und 384 Einwohner, 1828 zählte man 52 Häuser und 379 Einwohner, die als Köhler und Landwirte tätig waren.
Bis 1918 gehörte der im Komitat Semplin liegende Ort zum Königreich Ungarn und kam danach zur Tschechoslowakei beziehungsweise heute Slowakei. In der Zeit der ersten tschechoslowakischen Republik war Kvakovce ein landwirtschaftlich geprägtes Dorf. Nach dem Zweiten Weltkrieg pendelte ein Teil der Einwohner zur Arbeit in Industriebetriebe in Hencovce, Vranov nad Topľou, Košice und Ostrava, die örtliche Einheitliche landwirtschaftliche Genossenschaft (Abk. JRD) wurde im Jahr 1951 gegründet.

## Bevölkerung
| Jahr                | 1994 | 2004    | 2014     | 2024     |
| ------------------- | ---- | ------- | -------- | -------- |
| Anzahl der Personen | 474  | 454     | 523      | 456      |
| Unterschied         |      | −4,21 % | +15,19 % | −12,81 % |

| Jahr                | 2023 | 2024    |
| ------------------- | ---- | ------- |
| Anzahl der Personen | 444  | 456     |
| Unterschied         |      | +2,70 % |

Nach der Volkszählung 2011 wohnten in Kvakovce 419 Einwohner, davon 392 Slowaken sowie jeweils ein Bulgare, Mährer, Rom, Russine und Tscheche. 22 Einwohner machten keine Angabe zur Ethnie.
321 Einwohner bekannten sich zur römisch-katholischen Kirche, 44 Einwohner zur Evangelischen Kirche A. B., 13 Einwohner zur griechisch-katholischen Kirche, 10 Einwohner zu den Zeugen Jehovas und drei Einwohner zur orthodoxen Kirche. Sieben Einwohner waren konfessionslos und bei 21 Einwohnern wurde die Konfession nicht ermittelt.

## Bauwerke und Denkmäler
- römisch-katholische Heilig-Geist-Kirche aus den Jahren 1772–1774[6]
- römisch-katholische Kirche Heiligstes Herz Jesu aus den Jahren 1907–1910, die als einziger Bau aus dem überfluteten Ort Trepec erhalten ist[7]

## Verkehr
Nach Kvakovce führt die Cesta III. triedy 3633 („Straße 3. Ordnung“) von Slovenská Kajňa (Anschluss an die Cesta I. triedy 15 („Straße 1. Ordnung“)) heraus, entlang des Ufers von Veľká Domaša führt die Cesta III. triedy 3635 von Malá Domaša nach Vavrinec. Der nächste Bahnanschluss ist in Vranov nad Topľou an der Bahnstrecke Strážske–Prešov.